# Горжет

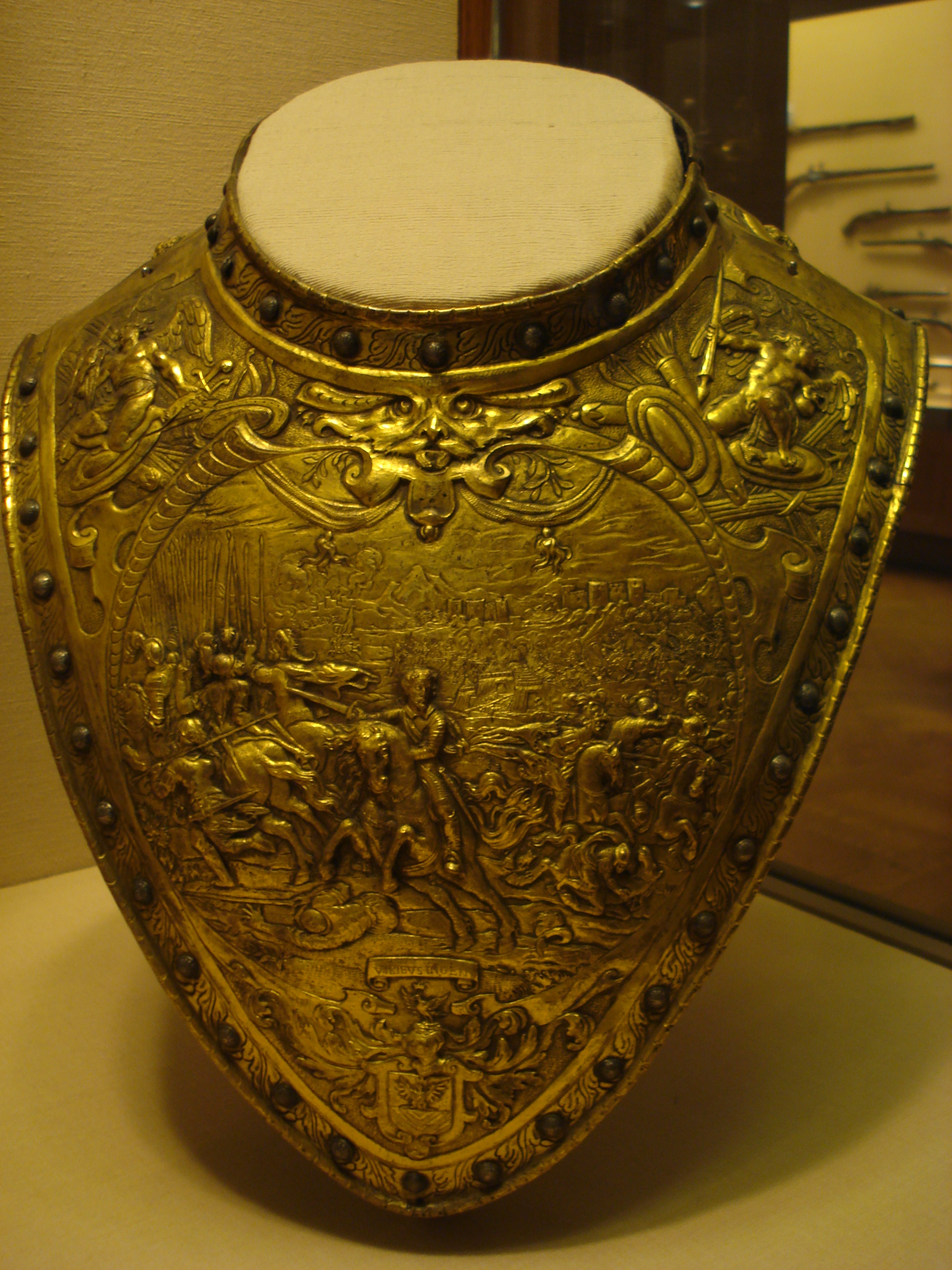
Позолочений горжет, вироблений у 1630

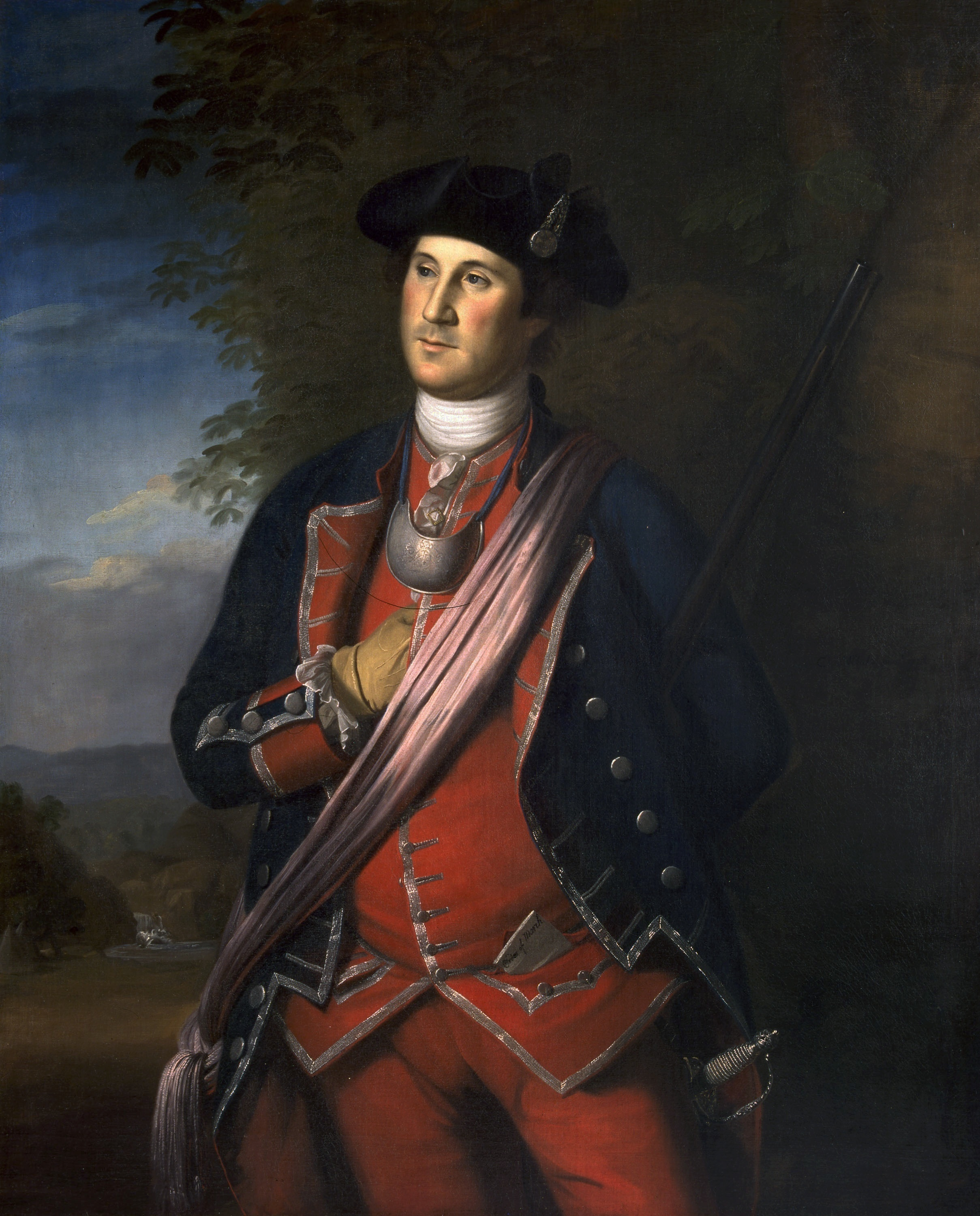
Джордж Вашингтон з горжетом (1772)

Горже́т (фр. gorget, від gorge — «горло», «комір») — спочатку сталевий комір для захисту шиї і горла. Горжет був частиною стародавніх обладунків і призначався для захисту від мечів і інших видів холодної зброї. Більшість середньовічних горжетів були простими щитками для захисту шиї, які носили під нагрудником і наспинником.
Зі зникненням лат горжет зберігся як символ «шляхетства» його власника (оскільки обладунки були символом лицарства, то і горжет — елемент обладунку — вказував на лицарський статус). Тож не дивно, що в європейських арміях горжет став знаком розрізнення офіцера. До кінця XVIII століття погони і еполети, як правило, не позначали чин (звання). Цю функцію частково виконувалось зовнішнім виглядом одягу, а частково i горжетом. За його забарвленням та за його формою було можливо визначити чин (звання), а іноді — і полк, де служив офіцер.
З поширенням погон і еполетів як знаків розрізнення горжет втратив своє значення. Він став декоративним елементом офіцерської форми, зазвичай — парадної. З кінця XIX століття горжет (в окремих країнах) носять лише військовослужбовці (зазвичай офіцери) привілейованих частин в урочистих випадках. Одним із винятків був горжет фельджандармерії Третього Рейху (1933—1945).

## Середньовіччя
Наприкінці XIV — на початку XV сторіччя майстерність ковалів досягла такого рівня, що з'явилася можливість виготовлення обладунків, що повністю закривали тіло власника сталевими пластинами — в тому числі і шию, яка є однією з найбільш вразливих частин тіла і яка доти захищалася тільки кольчужною бармицею або кольчужним каптуром. Перший пластинчатий захист шиї був використаний в гранд-бацинетах. Пізніше, з поширенням арметів, пластинчастий захист шиї став невід'ємним їх елементом і кріпився, як правило, на сам шолом. У піхоті подібна конструкція застосування не мала, позаяк піхота тоді вкрай рідко одягала панцерні обладунки, задовольняючись бригантинами.
З середини XV сторіччя, з поширенням саладів різних форм, горжет, з додаванням до нього захисту підборіддя, еволюціонувало в бувігер. Він був дуже популярний як у кавалерії, так і в піхоті. При цьому, не дивлячись на різноманітність форм самих саладів, бувігери під них використовувалися також і в піхоті, разом з бригантинами. У хроніках Жана Фруассара існує маса прикладів тому, при чому бувігер часто використовували навіть лучники.
До початку XVI сторіччя, з поширенням вогнепальної зброї, латний захист шиї поступово виходить з ужитку, головним чином тому, що поява вогнепальної зброї робить її неефективною.

## Знаки розрізненняв Російській імперії

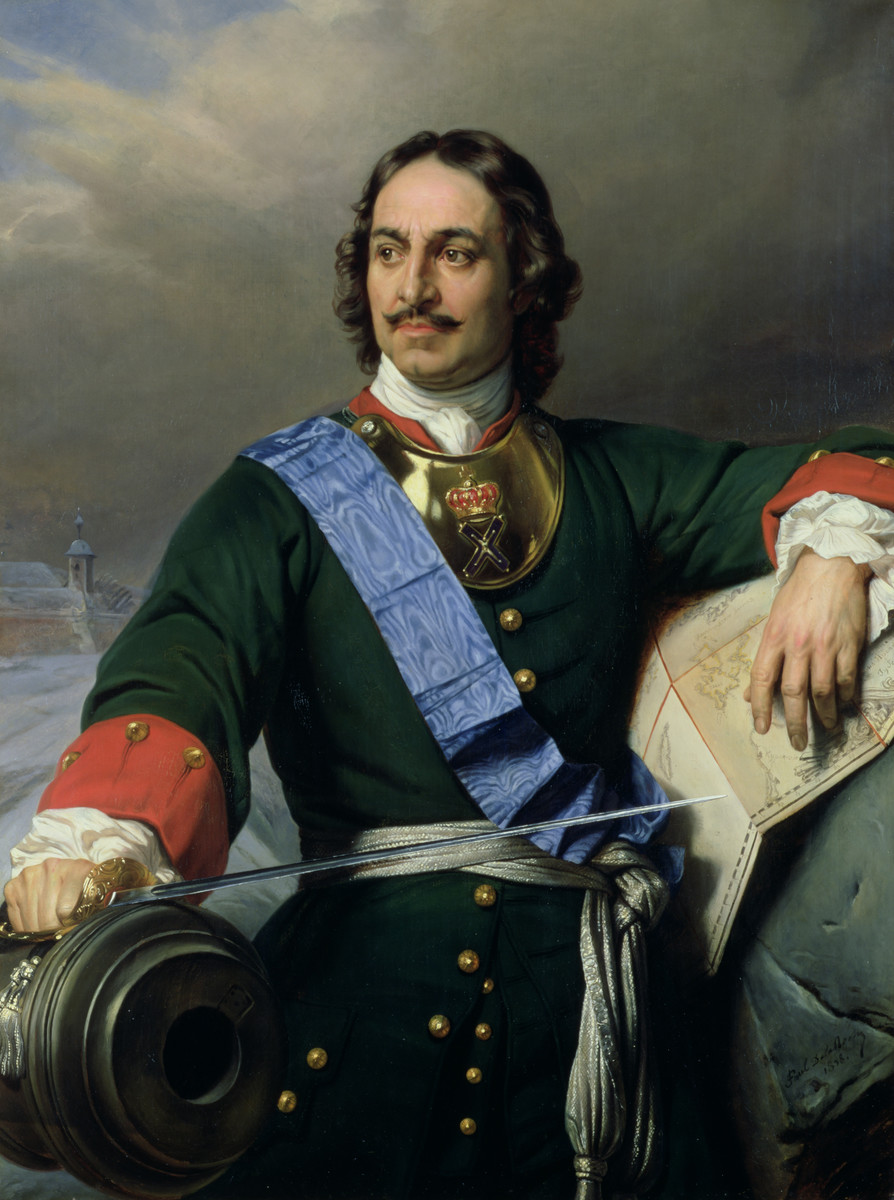
Петро I в формі офіцера Преображенського полку з горжетом

В армії Російської імперії за часів імператора Петра I офіцери як знаки розрізнення мали горжет, триколірний біло-синьо-червоний шарф з срібними і золотими китицями, офіцерський пояс і шпагу з визолоченим ефесом. Офіцерський горжет мав форму півмісяця з гербом держави в центрі, надягався під комір, прикріплювався шнурками до еполетів чи ґудзиків. Використання горжетів скасовано у 1859 році, залишений (як знак розрізнення) для носіння тільки обер-офіцерами гвардійських Преображенського і Семенівського полків і 1-ї батареї гвардійської 1-ї артилерійської бригади, які мали подаровані Петром I відзнаки за битви під Нарвою 19 листопада 1700 року (на  горжеті  був напис «1700. NO.19.»). З 1864 року подібні знаки було наказано носити в строю офіцерам 1-го військового Павловського училища. В 1884 році право носіння офіцерського знаку розрізнення поширене на штаб-офіцерів і генералів.
В 1699—1716 роках забарвлення горжета  буле наступне:
| Чин          | Колір поля | Колір обода | Колір герба |
| ------------ | ---------- | ----------- | ----------- |
| Прапорщик    | Срібло     | Срібло      | Срібло      |
| Підпоручик   | Срібло     | Золото      | Срібло      |
| Поручик      | Срібло     | Срібло      | Золото      |
| Капітан      | Срібло     | Золото      | Золото      |
| Майор        | Золото     | Золото      | Срібло      |
| Підполковник | Золото     | Срібло      | Золото      |
| Полковник    | Золото     | Золото      | Золото      |

На початок XIX ст. (Наполеонівські війни) забарвлення горжета  буле наступне:
| Чин           | Колір поля | Колір обода | Колір герба |
| ------------- | ---------- | ----------- | ----------- |
| Прапорщик     | Срібло     | Срібло      | Срібло      |
| Підпоручик    | Срібло     | Золото      | Срібло      |
| Поручик       | Срібло     | Срібло      | Золото      |
| Штабс-капітан | Срібло     | Золото      | Золото      |
| Капітан       | Золото     | Золото      | Срібло      |

Штаб-офіцери мали суцільно визолочені горжети.

Офіцерські знаки російської армії
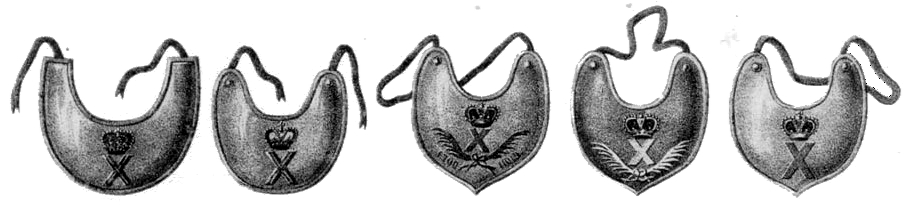
1700-1732.
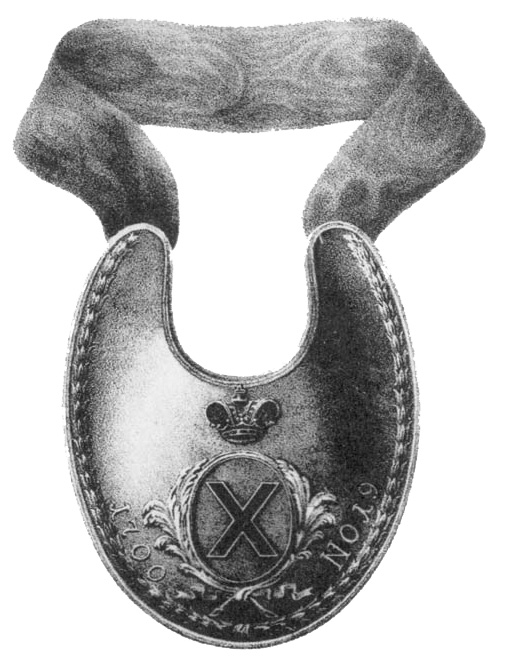
1727-1732. Обер-офіцерський знак гвардійського Преображенського и Семенівського полків.
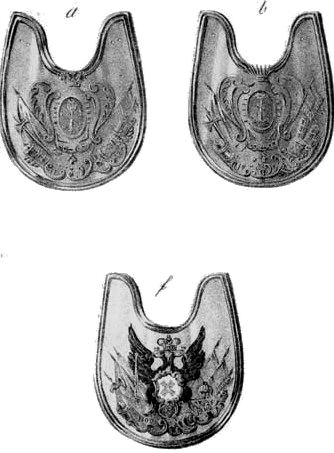
1732-1742. Офіцерські знаки гарнізонних офіцерів.
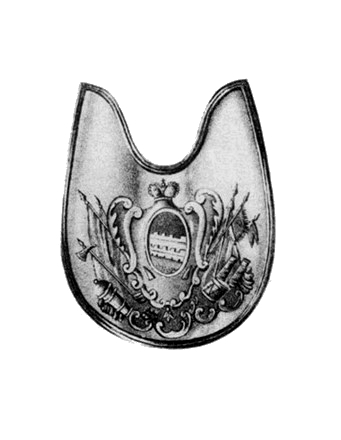
1756-1762. Знак офіцерів піхотного полку.
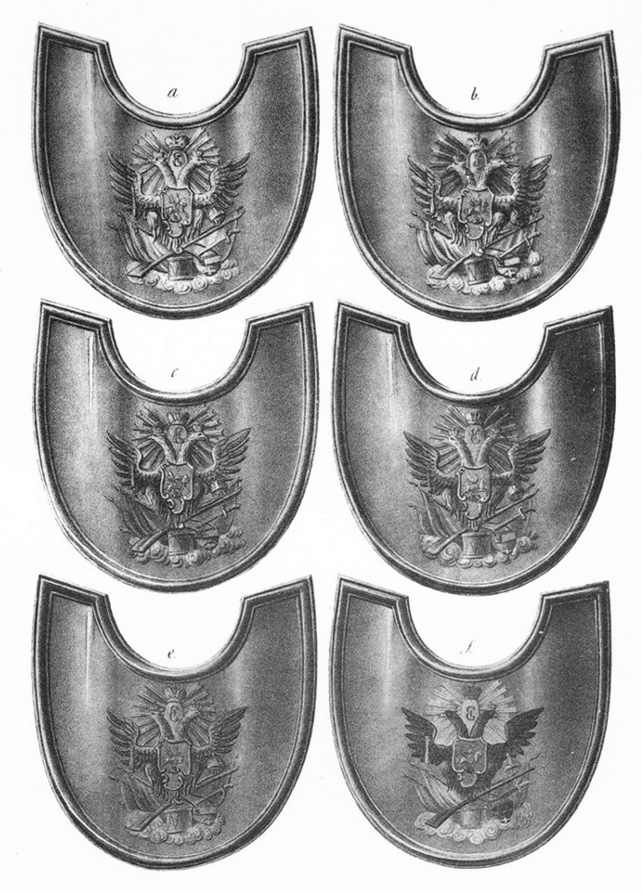
1756-1760. Офіцерські знаки полков обсерваціонного корпуса.
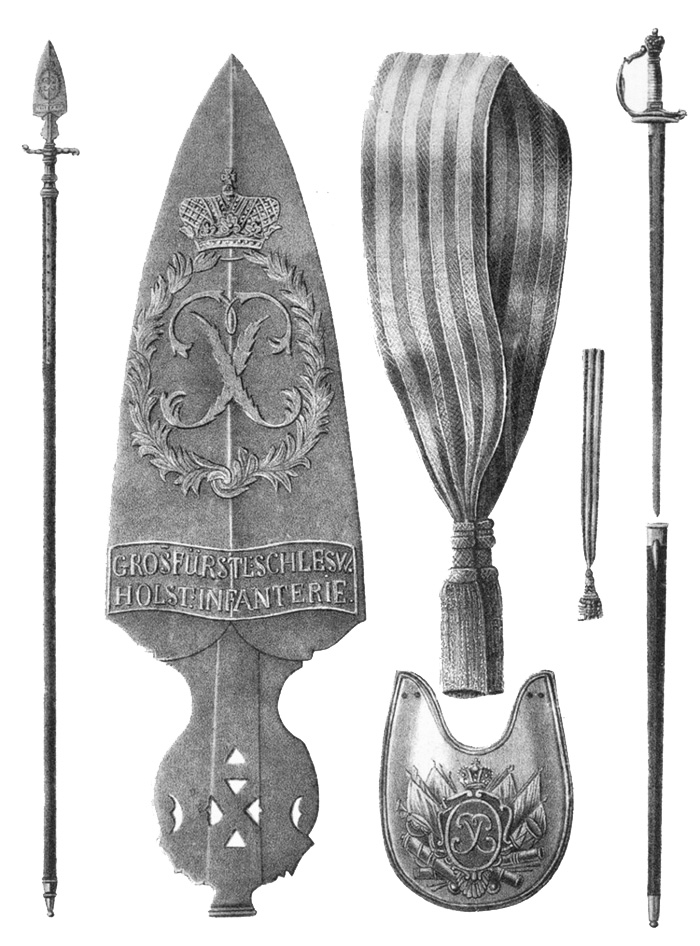
1756-1762. Офіцерський знак голштинських війск.
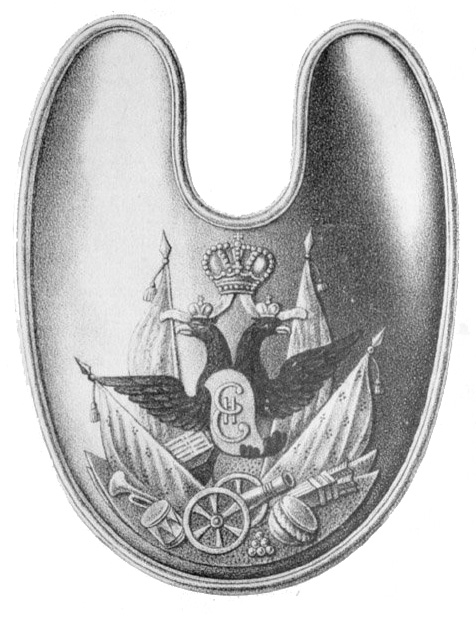
1788-1796. Знак офіцерів піхотного полку.
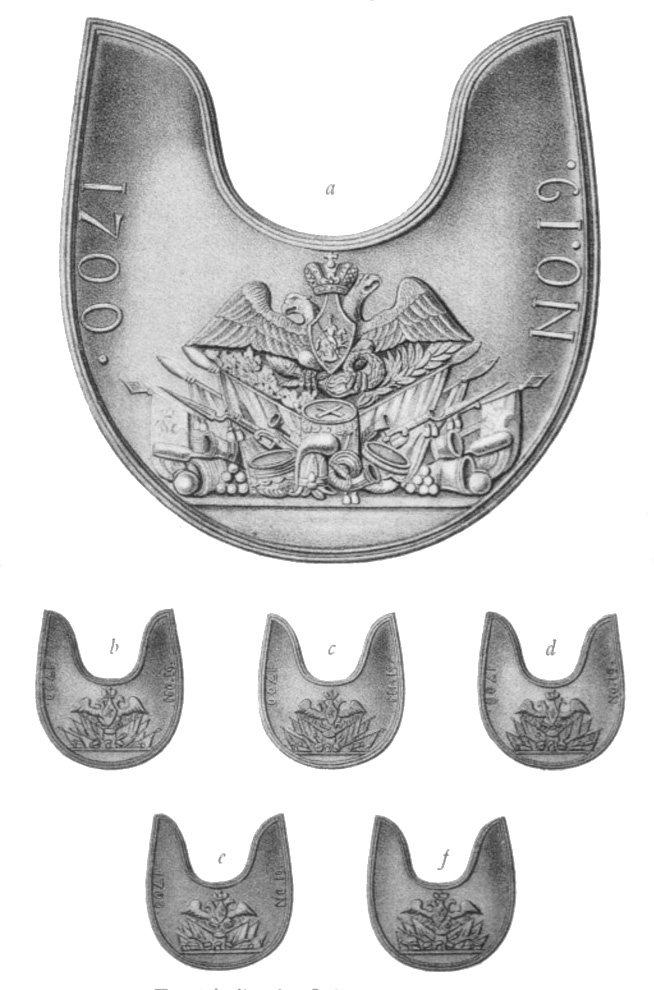
c 1808 года Гвардійські офіцерські знаки.
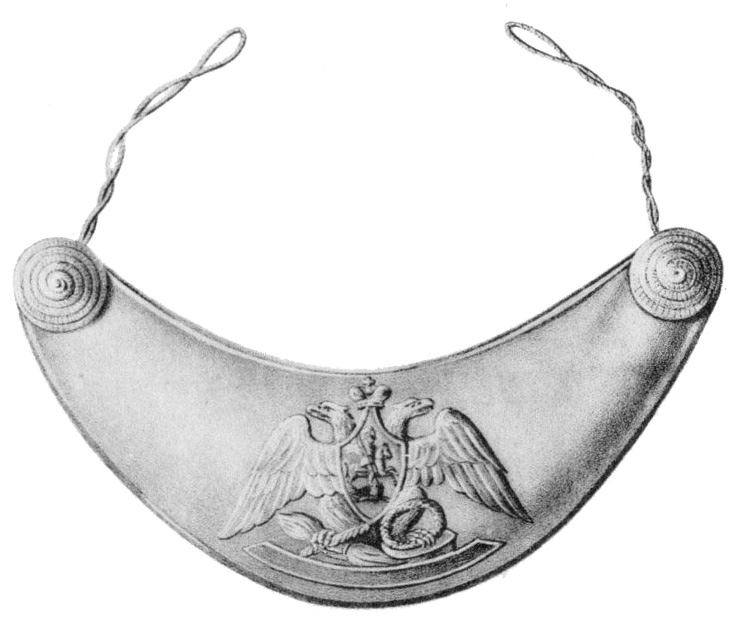
1820. Армійський офіцерський знак.
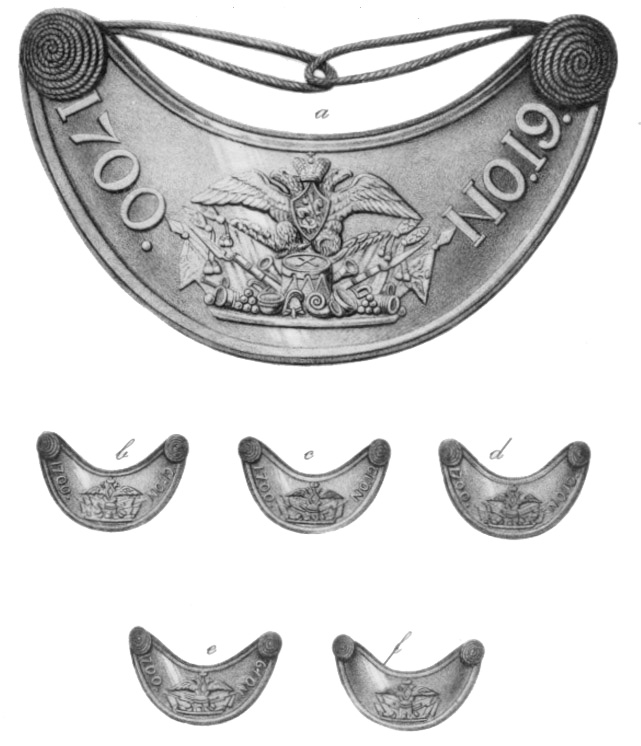
1820. Гвардійські офіцерські знаки.

## ХХ сторіччя
У ХХ сторіччі горжети використовувалися як своєрідні урочисті деталі однострою, чи для позначення окремих військових формувань. Зокрема у Третьому рейху горжети носили військовики фельжандармерії при виконанні службових обов'язків. Також горжети у Третьому рейху використовувалися прапороносцями Люфтваффе, та полку «Генерал Герінг».Члени елітного СА-штандарту «Фельдхеррнхалле» при виконання обов'язків також мали за деталь однострою горжет з імперським орлом.

Горжети у XX сторіччі
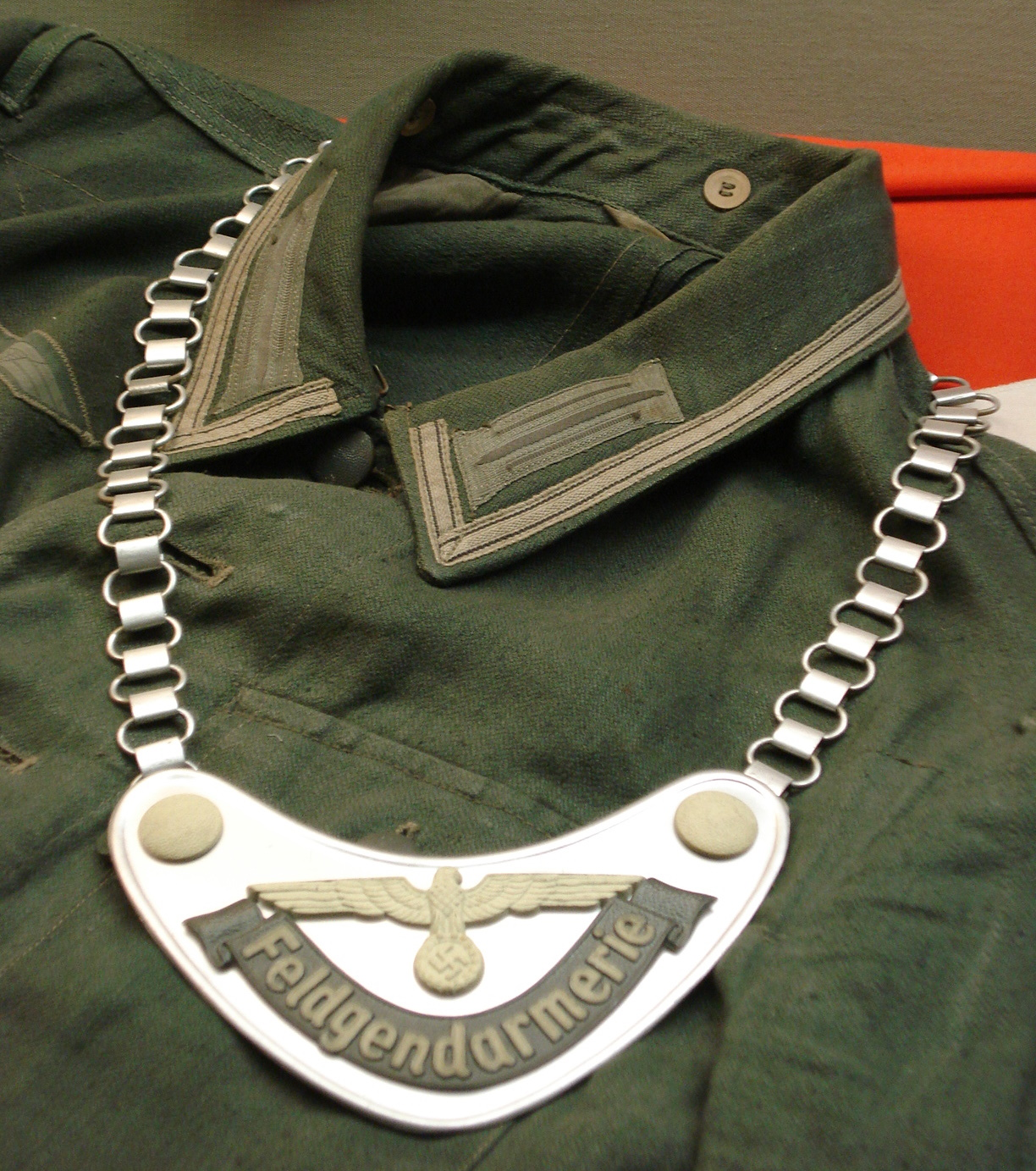
Горжет фельджандармерії Третього Рейху.
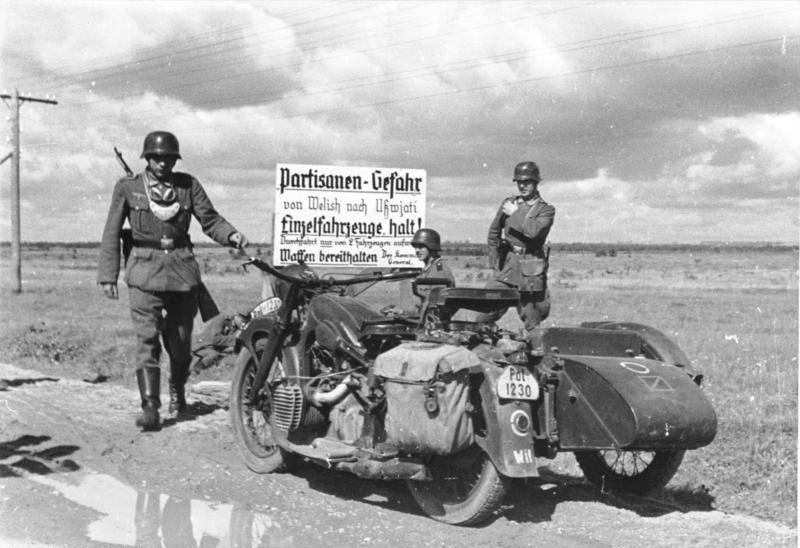
Підрозділ фельджандармерії в ході вторгнення в СРСР, липень 1941.
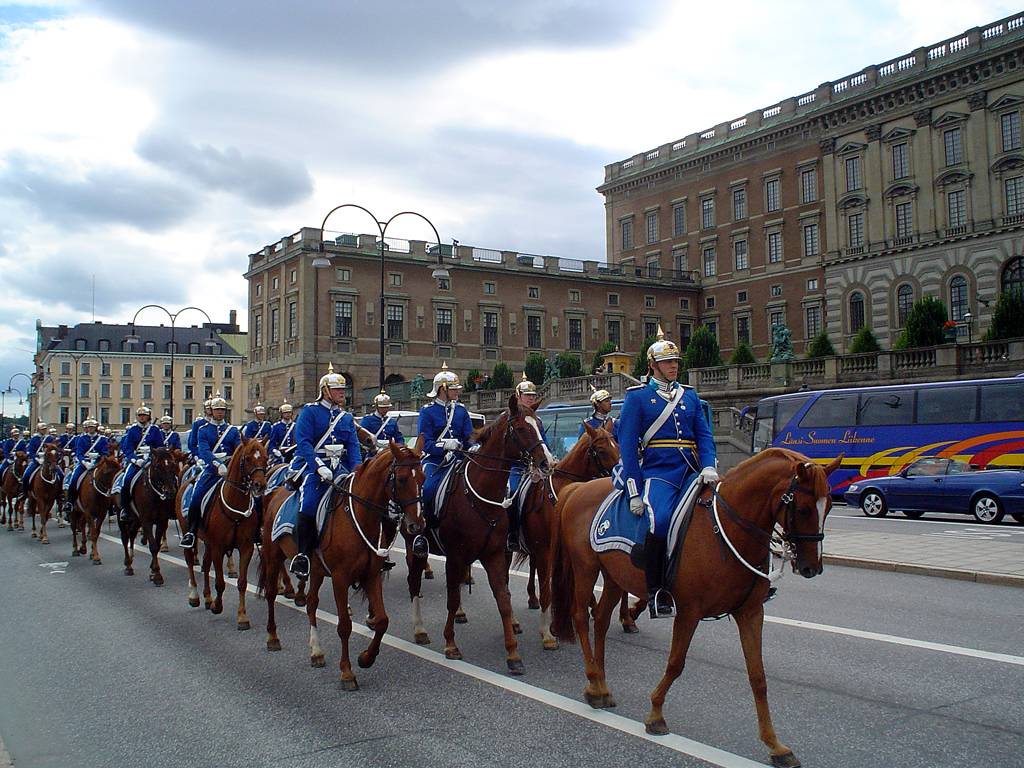
Королівські гвардійці в Швеції перед Стокгольмським палацом: у офіцера (їде першим в колоні) добре видно горжет.
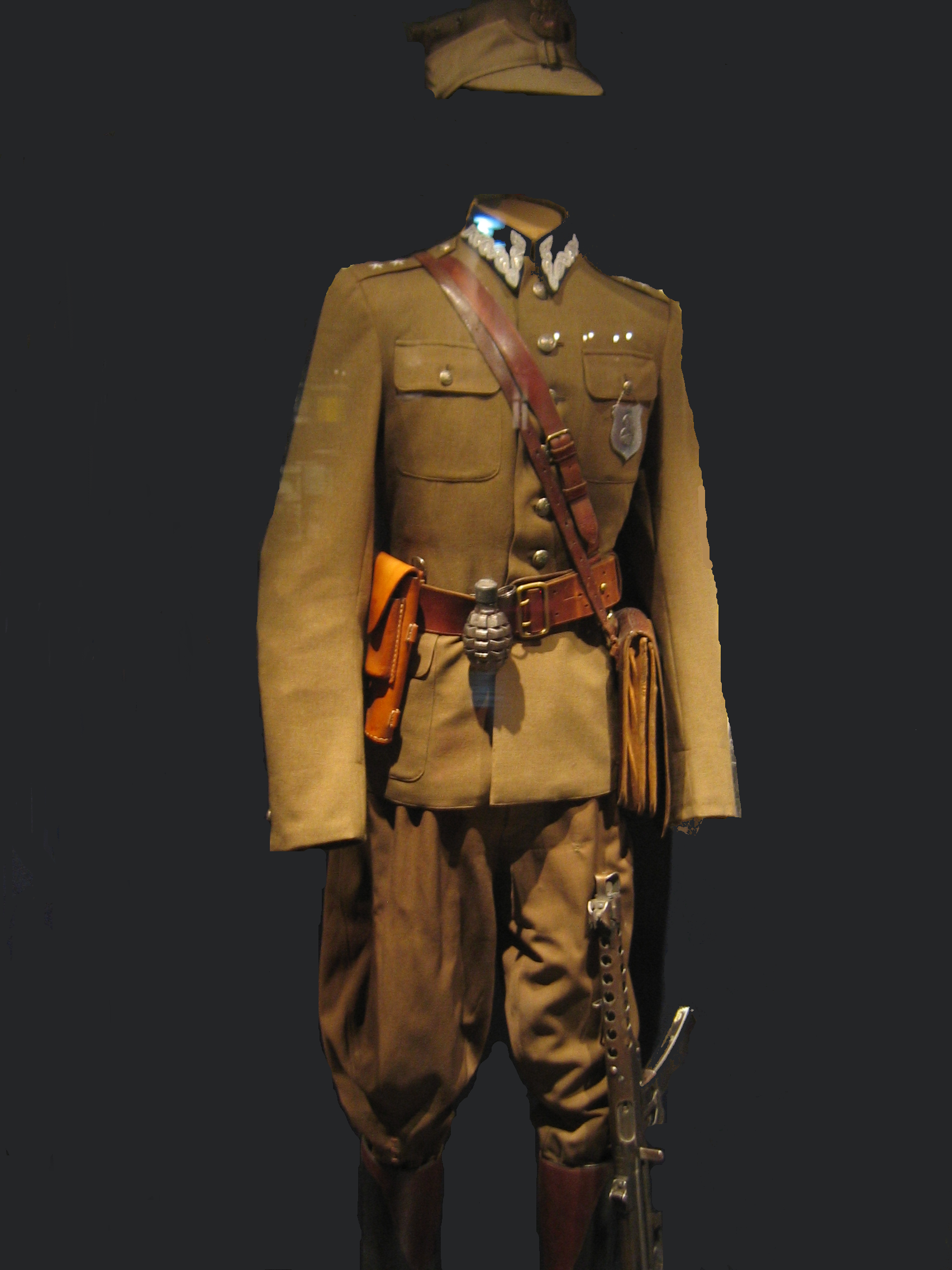
Мініатюрний горжет у вигляді нагрудної бляхи на польському мундирі часів другої світової війни.